# حازم محاميد
حازم محاميد هو لاعب كرة قدم سوري في مركز الوسط، ولد في 16 أكتوبر 1987 في حمص في سوريا. شارك مع منتخب سوريا لكرة القدم. أما مع النوادي، فقد لعب مع نادي الشرطة ونادي الوثبة.